# قیمت گاز طبیعی

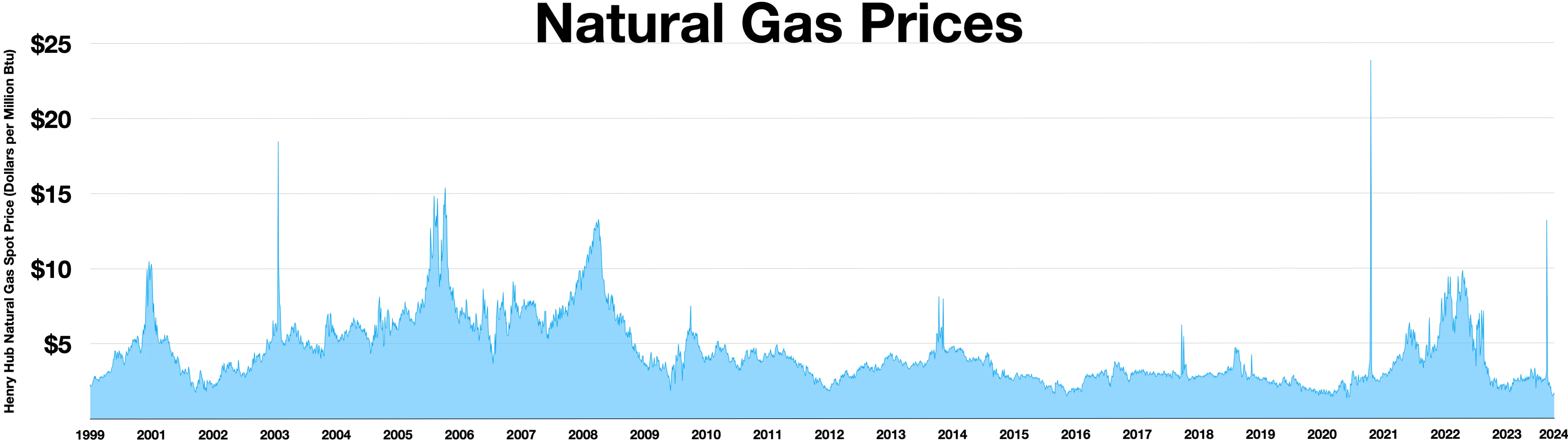
قیمت گاز طبیعی 2000 - 23 مه ۲۰۲۲

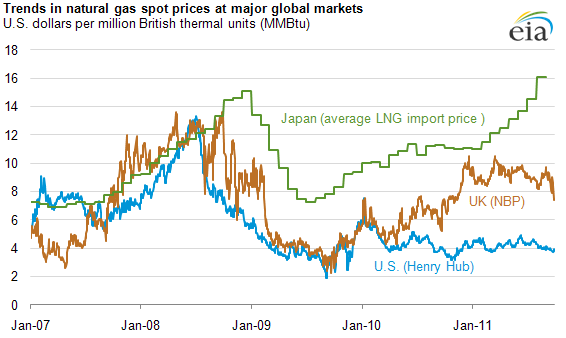
مقایسه قیمت گاز طبیعی در ژاپن، بریتانیا، و ایالات متحده، ۲۰۰۷–۲۰۱۱

قیمت گاز طبیعی در هاب هنری به دلار آمریکا بر میلیون BTU برای دهه ۲۰۰۰–۲۰۱۰.

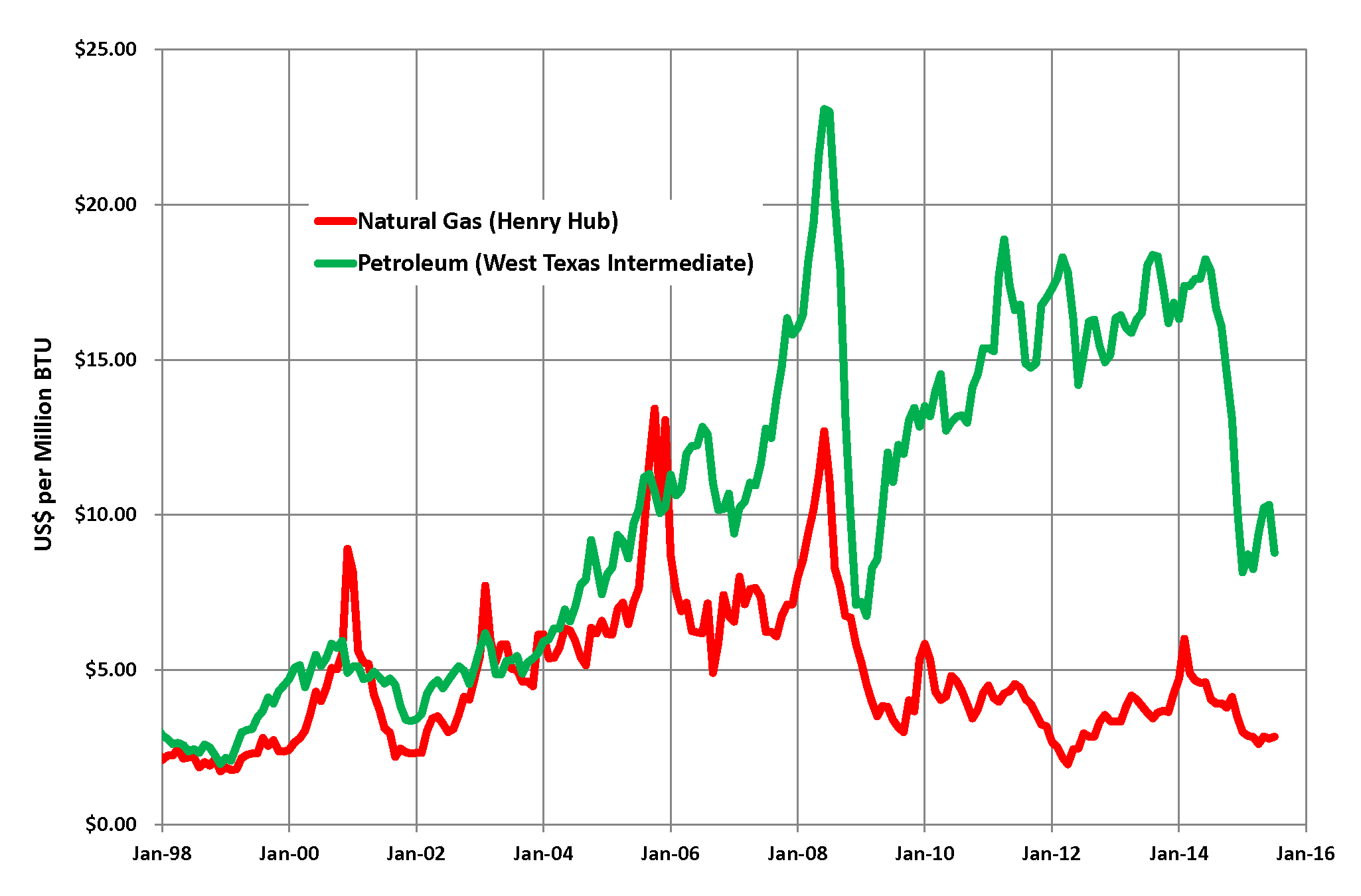
قیمت بر میلیون BTU نفت و گاز طبیعی در ایالات متحده، ۱۹۹۸–۲۰۱۵

قیمت گاز طبیعی، مانند سایر قیمت‌های کالاها، عمدتاً براساس مبانی عرضه و تقاضا تعیین می‌شود. با این حال، قیمت گاز طبیعی ممکن است با قیمت نفت خام و فرآورده‌های نفتی، به ویژه در قاره اروپا، مرتبط باشد. قیمت گاز طبیعی در ایالات متحده از لحاظ تاریخی از قیمت نفت پیروی می‌کرد، اما در سال‌های اخیر، از نفت جداشده است و اکنون تا حدودی با قیمت زغال‌سنگ روند رو به رشد دارد.
قیمت در ۲۰ ژانویه ۲۰۲۲، در شاخص هنری هاب ایالات-متحده، $۳٫۸۷ بر میلیون یکای گرمایی بریتانیایی ($۱۳٫۲ بر مگاوات-ساعت) است. بالاترین اوج (قیمت هفتگی) $۱۴٫۴۹ بر میلیون یکای گرمایی بریتانیایی ($۴۹٫۴ بر مگاوات-ساعت) در ژانویه 2005.
افزایش سال ۲۰۱۲ در نفت و گاز فراکینگ در ایالات متحده منجر به کاهش قیمت گاز در ایالات-متحده شد و این منجر به بحث در بازارهای گاز مرتبط با نفت آسیا برای واردات گاز بر اساس شاخص هنری هاب شد، که تا همین اواخر، پُرکاربردترین مرجع برای قیمت گاز طبیعی ایالات-متحده است.
بسته به بازار، قیمت گاز طبیعی اغلب برحسب واحد ارز بر حجم یا واحد ارز بر محتوای انرژی بیان می‌شود. به عنوان مثال، دلار آمریکا یا ارز دیگر بر میلیون بی‌تی‌یو، هزار فوت مکعب، یا ۱۰۰۰ متر مکعب. توجه داشته باشید که برای مقایسه قیمت گاز طبیعی، دلار بر میلیون بی‌تی‌یو ضربدر ۱٫۰۲۵ برابر است با دلار بر Mcf گاز با کیفیت خط لوله است، که همان چیزی است که به مصرف‌کنندگان تحویل‌داده می‌شود. برای مقایسه تقریبی، یک میلیون بی‌تی‌یو تقریباً برابر با هزار فوت مکعب گاز طبیعی است. ارزش انرژی گاز باکیفیت خط لوله کمی بالاتر از متان خالص است که دارای ۱۰٫۴۷ کیلووات-ساعت بر متر مکعب (۱٬۰۱۲ بی‌تی‌یو بر فوت مکعب) است. گاز طبیعی که از زمین خارج می‌شود اغلب متان است، اما ممکن است دارای طیف وسیعی از مقادیر انرژی باشد، از بسیارکمتر (به‌دلیل رقیق‌شدن توسط گازهای غیرهیدروکربنی) تا بسیاربیشتر (به دلیل وجود اتان، پروپان). و ترکیبات سنگین‌تر) نسبت به گاز باکیفیت خط لوله استاندارد.